# Édouard Michelin
Édouard Michelin (Clemont-Ferrand, Auvernia-Ródano-Alpes; 23 de junio de 1859 - Orcines, Auvernia-Ródano-Alpes; 25 de agosto de 1940) fue un emprendedor industrial francés. Su nombre está vinculado, con el de su hermano André Michelin, a la aplicación del neumático a los ciclos y al automóvil. 

## Biografía
Inventó en 1891 el neumático desmontable para las bicicletas, sistema que adaptó en 1894 a los automóviles. Dos años después, en 1896 ya conducían cerca de 300 taxistas parisinos con los neumáticos de la marca Michelin. Fue abuelo de François Michelin, quien tuvo las riendas de la empresa familiar de 1955 a 1999.
- Datos: Q274389